# Spoorlijn 202
Spoorlijn 202 is een buiten gebruik zijnde Belgische industrielijn in de haven van Brugge-Zeebrugge. De lijn loopt vanaf station Zeebrugge-Dorp tot de Zweedse Kaai. De spoorlijn is 2,3 km lang. Net voorbij de Visartsluis is er een aftakking naar een sporenbundel op de haventerreinen langs de Isabellalaan (op de plaats waar tot 1983 spoorlijn 51A naar Heist en Knokke liep), alsook naar sporenbundels bij het Noordelijk Insteekdok. Het grootste deel van de spoorinfrastructuur is nog aanwezig, maar de kruising met het traject van de Kusttram is reeds opgebroken en in de sporen op de overweg met de Isabellalaan zijn volgegoten met asfalt. Er kan dus momenteel geen trein meer rijden op deze lijn. In 2018 was nog niet besloten of de lijn behouden gaat worden.

## Geschiedenis
Lijn 202 is gedeeltelijk een restant van het oude tracé van lijn 51, die van Zeebrugge tot Heist later als 51A werd herklasseerd en die in 1951 een meer landinwaarts tracé kreeg.

## Aansluitingen
In de volgende plaats is of was er een aansluiting op de volgende spoorlijnen:
Zeebrugge-Dorp
Spoorlijn 51A tussen Y Blauwe Toren en Knokke
Spoorlijn 51A/1 tussen Zeebrugge-Vorming en Zeebrugge-Dorp

## Zie ook

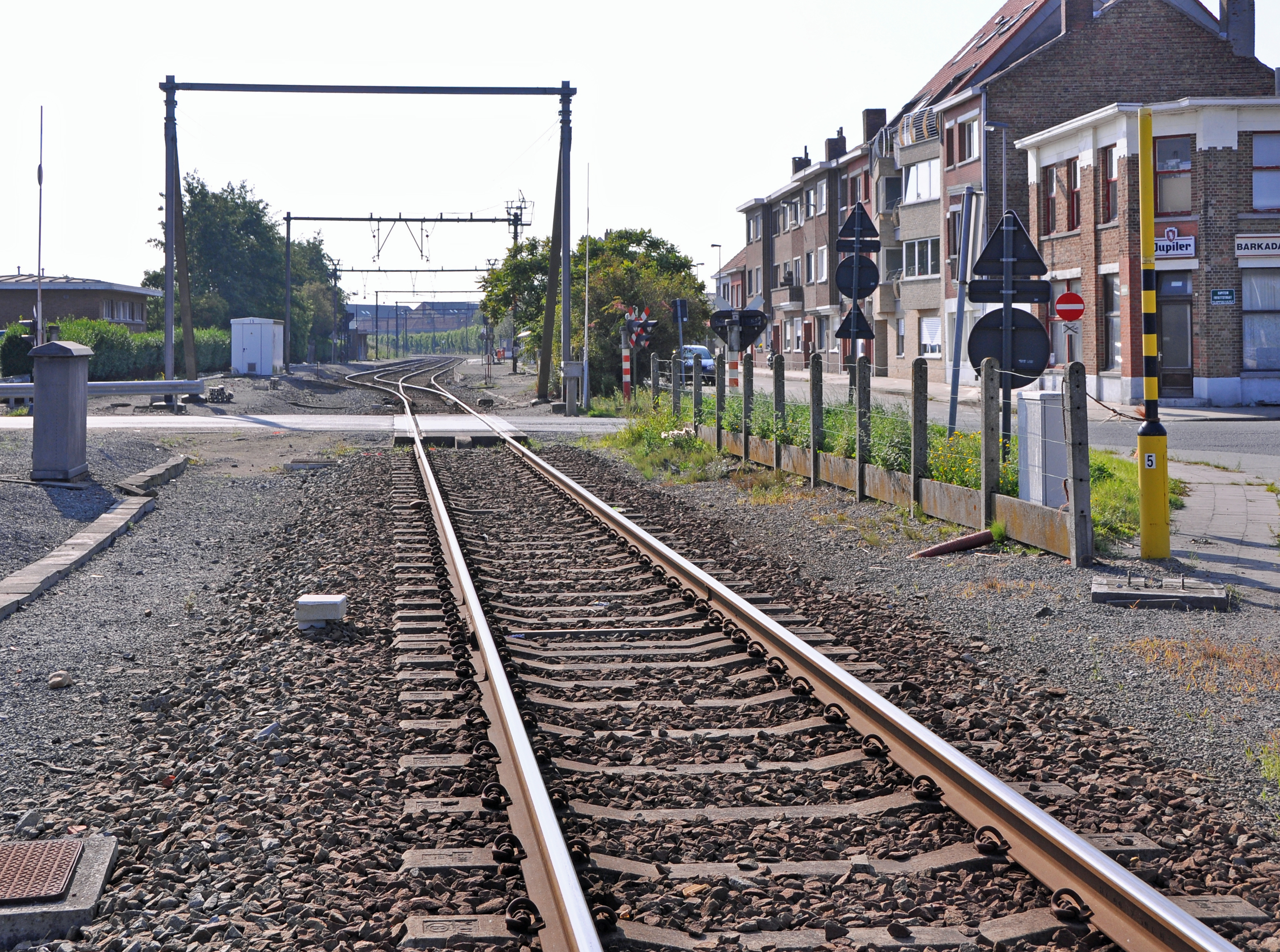
Spoorlijn 202 net voor de aansluiting met lijn 51A/1 in het station Zeebrugge-Dorp (op de achtergrond).
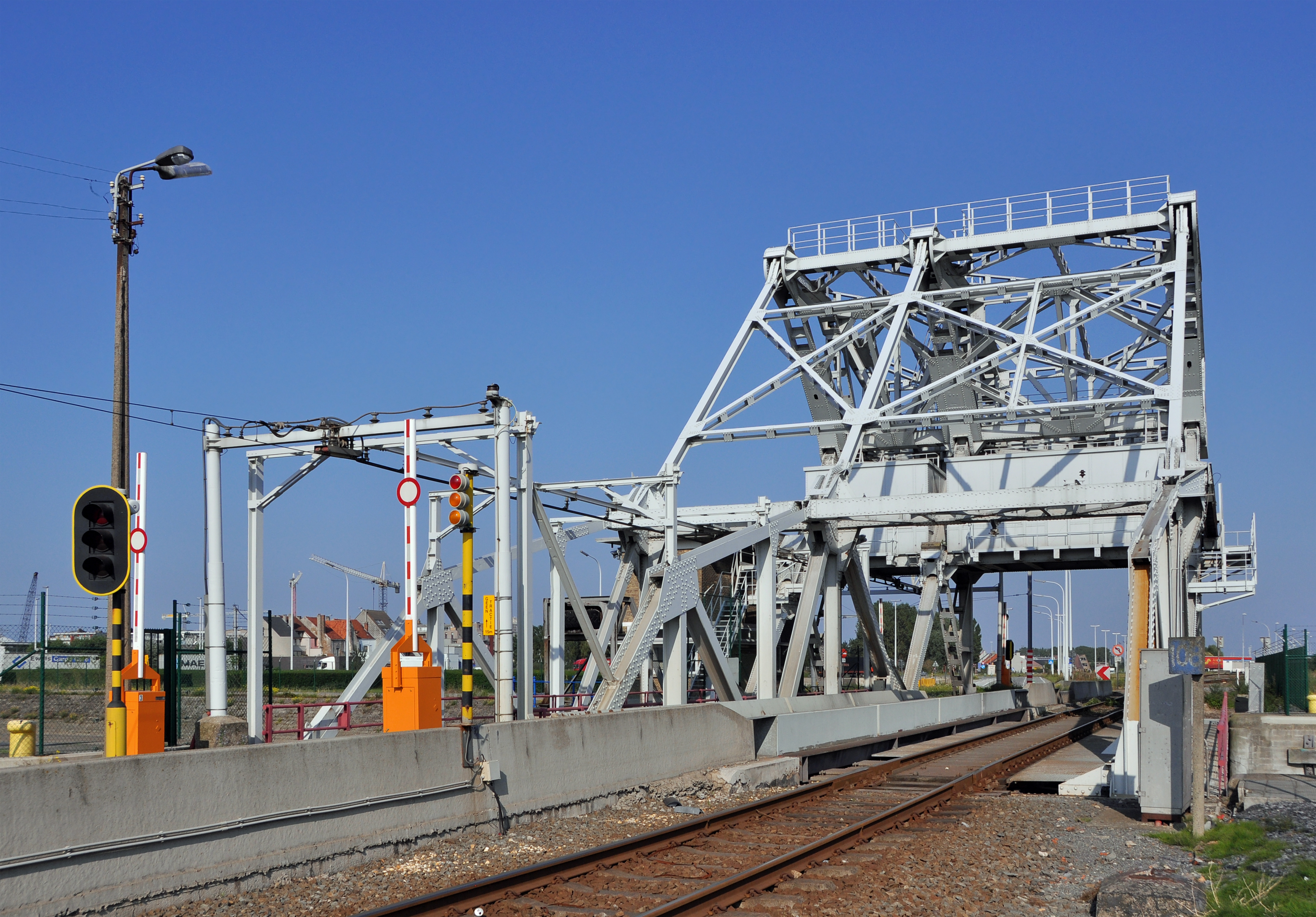
Spoorlijn 202 kruist de Visartsluis via een monumentale Straussbrug. Over deze brug ligt ook een spoor van de Kusttram, waarvan de bovenleiding links zichtbaar is.
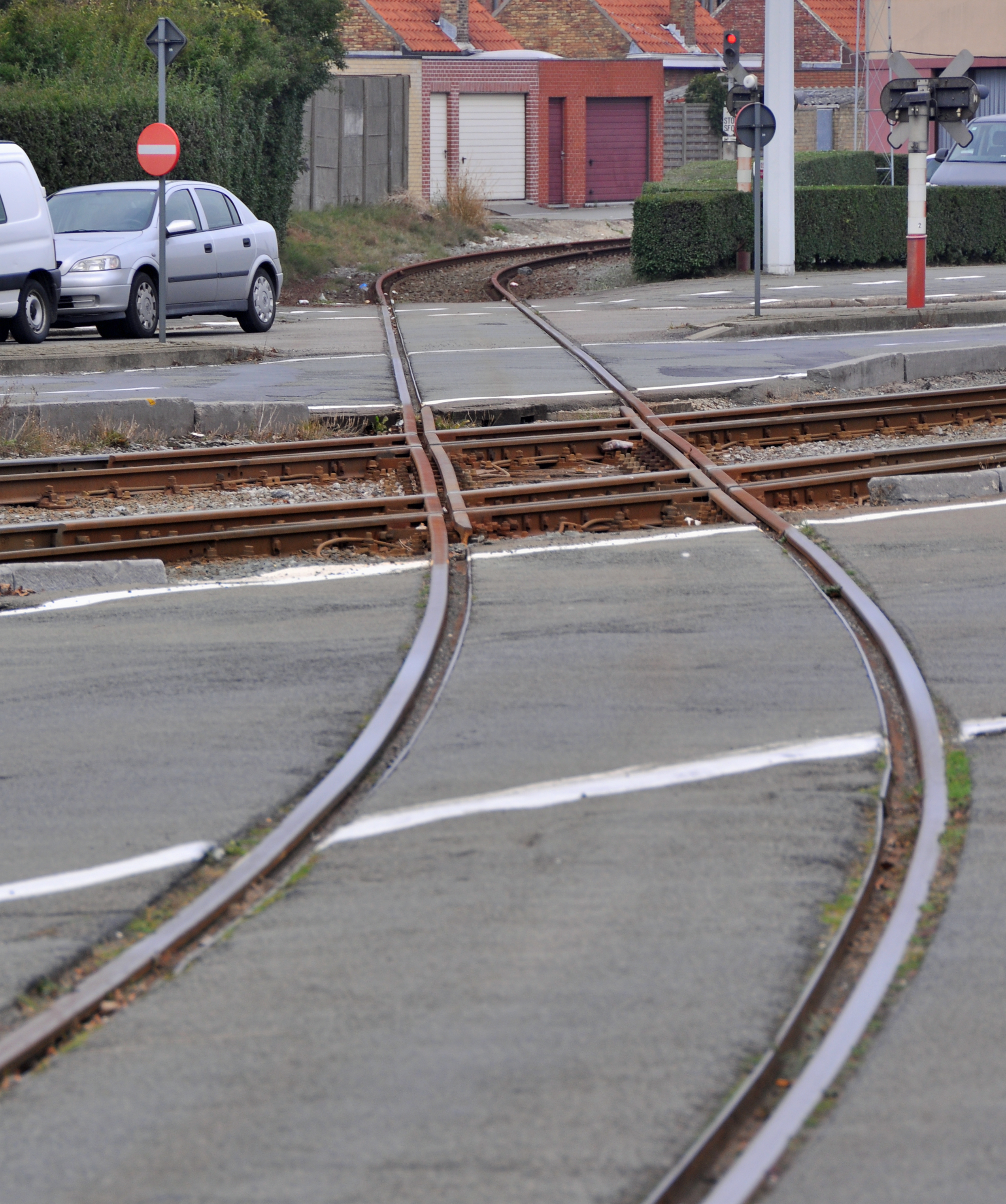
Kruising met de N34a (Kustlaan) en het dubbele spoor van de Kusttram in Zeebrugge. Toestand oktober 2011. Kort na het nemen van deze foto werd de kruising opgebroken.
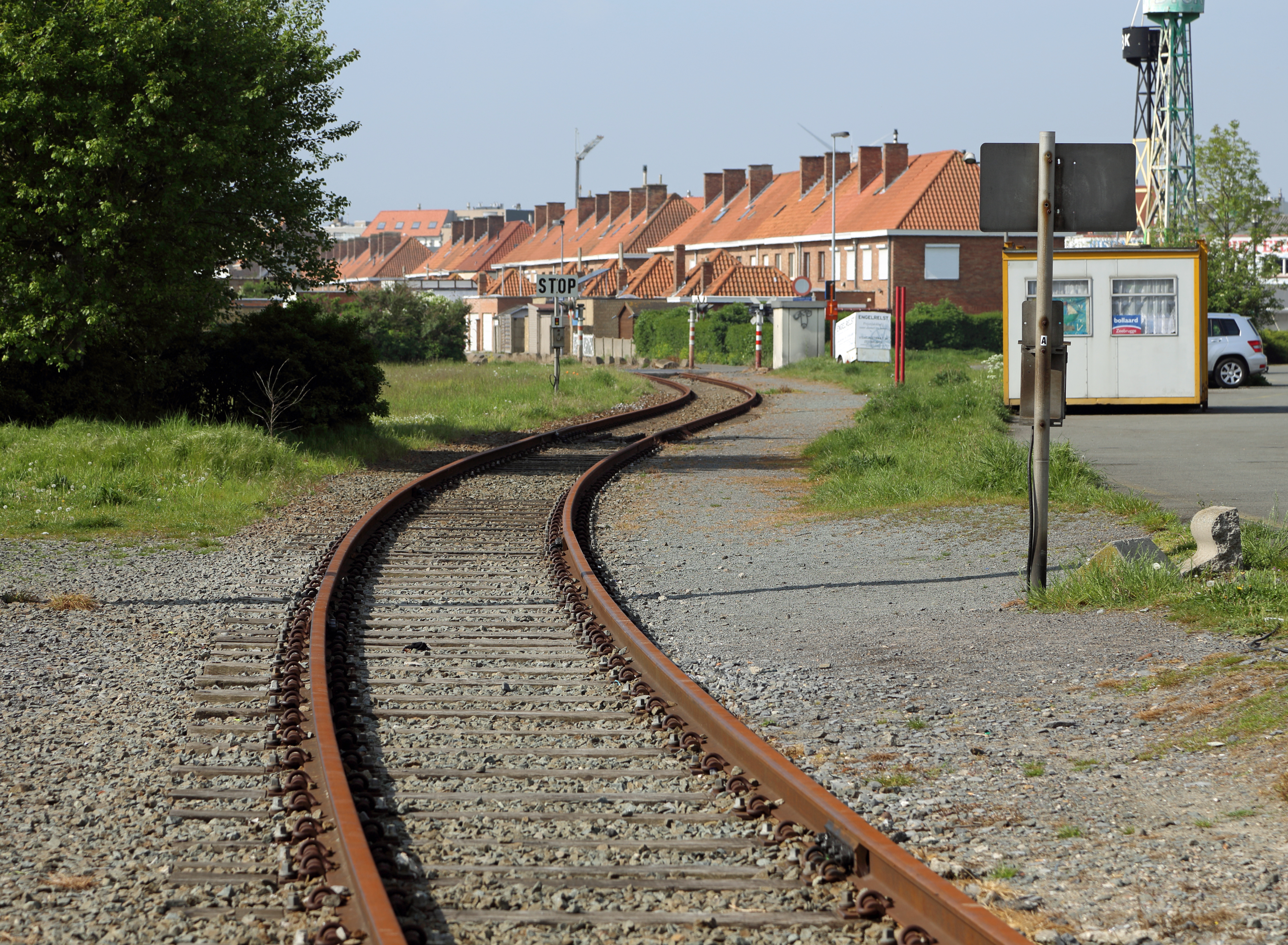
De lijn loopt achter de huizen van de Vissersstraat
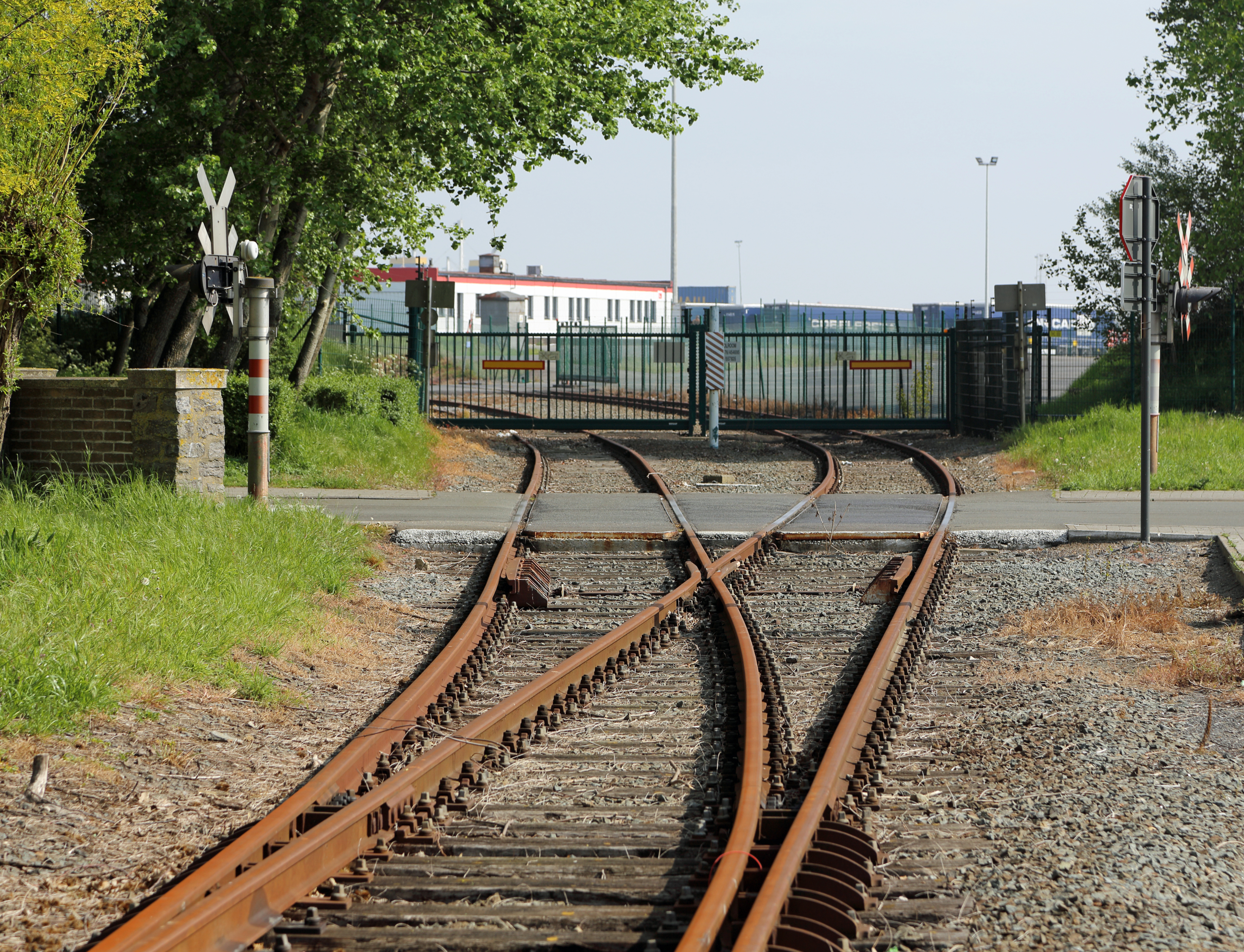
De bocht naar de Zweedse Kaai, met een plaatselijke ontdubbeling van het spoor